# 1924-es sakkolimpia
Az 1. nemhivatalos sakkolimpiát 1924. július 12. és július 20. között a VIII. nyári olimpiai játékokhoz kapcsolódóan, azzal egyidejűleg rendezték meg  Párizsban, Franciaországban. Szervezésében kiemelkedő szerepet játszott a francia Pierre Vincent, valamint Alekszandr Aljechin, az ekkor már Franciaországban élő, orosz származású későbbi világbajnok, aki a versenyigazgatói tisztet is ellátta. A verseny végére, július 20-ára időzítették a Nemzetközi Sakkszövetség (FIDE) megalakulását. A 15 alapító tag között Magyarország képviseletében Abonyi István vett részt.

## A verseny lefolyása
A versenyen 18 ország 54 versenyzője vett részt. Egyéni versenyként bonyolították le, és országonként legfeljebb négy egyéni csapattag eredményét összeadva állapították meg a végső csapatsorrendet. Azon országok esetében, amelyek nem indítottak négy főt, annyi játékos eredményét vették figyelembe, ahányan elindultak, emiatt a végeredmény csapatszempontból nem teljesen összevethető. Mivel nem csapatokat sorsoltak össze, ezért ez még nem tekinthető teljes mértékben csapatversenynek, de az első olyan nemzetközi sakkrendezvény volt, ahol végeredményként csapateredményt állapítottak meg.
Az 54 résztvevőt először kilenc darab 6 fős csoportba sorsolták, amelyekben körmérkőzéssel döntötték el a csoportgyőztes személyét. Ez a kilenc csoportgyőztes versenyző játszotta a döntőt az egyéni amatőr világbajnoki címért. A csoportokból kiesett 45 versenyző ezzel párhuzamosan 8 fordulós svájci rendszerű versenyben folytatta a versenyt, amelynek végeredményébe beszámították a csoportmérkőzések során szerzett pontokat is. Így minden játékos összesen 13 játszmát játszott. Az azonos játékszámnak a csapatverseny végeredményének megállapítása során volt jelentősége.
A játszmák során fejenként 40 lépést kellett megtenni 2 óra alatt, majd minden további 20 lépésre 1-1 óra állt rendelkezésre. A holtversenyt csak a döntőben döntötték el, a Consolation Cup, valamint a csapatverseny esetén az azonos pontszámot elérők között megosztott helyezést hirdettek ki.
Az egyéni győztes, a lett Hermanis Matisons az „amatőr világbajnok” címet kapta. A kiesett versenyzők az úgynevezett Consolation Cupért szálltak versenybe. Ezt a csehszlovák Karel Hromádka nyerte. Ezen a sakkolimpián először vett részt női játékos az angol Edith Holloway személyében. Ezt követően azonban 1950-ig női játékos nem szerepelt az olimpián.
A csapatversenyt Csehszlovákia úgy nyerte, hogy a 9 fős döntőben nem volt versenyzője. Ez a tény a döntőben két versenyzővel is szereplő  magyar csapat 2. helyezésének értékét erősen növeli. Ugyanígy a lettek negyedik helyezése is kiváló eredmény, hiszen csak három versenyzőt indítottak. A legszebb játszma díját a Jan Schulz (Csehszlovákia) – Sterk Károly (1-0) játszma kapta.

## A verseny végeredménye
A 9 fős döntőbe két magyar is bekerült: Vajda Árpád és Havasi Kornél.
A döntő végeredménye
| # | Versenyző                              | Pontszám | S-B[3] |
| - | -------------------------------------- | -------- | ------ |
| 1 | Hermanis Matisons Lettország           | 5,5      |        |
| 2 | Fricis Apšenieks Lettország            | 5,0      |        |
| 3 | Edgard Colle Belgium                   | 4,5      |        |
| 4 | Vajda Árpád Magyarország               | 4        | 16,75  |
| 5 | Max Euwe Hollandia                     | 4        | 15,75  |
| 6 | Anatol Tschepurnoff Finnország         | 4        | 14,75  |
| 7 | Luis Argentino Palau Argentína         | 3,5      |        |
| 8 | Manuel Golmayo Torriente Spanyolország | 3        |        |
| 9 | Havasi Kornél Magyarország             | 2,5      |        |
A Consolation Cup végeredménye (az élcsoport, összesen 45 játékos)
| # | Versenyző                        | Összpontszám | Csoportpontszám | Döntőbeli pontszám |
| - | -------------------------------- | ------------ | --------------- | ------------------ |
| 1 | Karel Hromádka Csehszlovákia     | 9,5          | 3               | 6,5                |
| 2 | Jan Schulz Csehszlovákia         | 9            | 4               | 5                  |
| 3 | Erwin Voellmy Svájc              | 8,5          | 3,5             | 5                  |
| 4 | Karl Behting Lettország          | 8            | 2               | 6                  |
|   | Georges Renaud Franciaország     | 8            | 3               | 5                  |
|   | Roberto Grau Argentína           | 8            | 3,5             | 4,5                |
|   | George Koltanowski Belgium       | 8            | 3,5             | 4,.5               |
| 8 | Giovanni Cenni Olaszország       | 7,5          | 1,5             | 6                  |
|   | Steiner Endre Magyarország       | 7,5          | 2               | 5,5                |
|   | Otto Zimmermann Svájc            | 7,5          | 2,5             | 5                  |
|   | Dawid Daniuszewski Lengyelország | 7,5          | 2,5             | 5                  |
|   | Sterk Károly Magyarország        | 7,5          | 3               | 4,5                |
|   | Damián Reca Argentína            | 7,5          | 3,5             | 4                  |
A csapatverseny végeredménye
| #  | Csapat             | Pontszám | Versenyzők                                           |
| -- | ------------------ | -------- | ---------------------------------------------------- |
| 1  | Csehszlovákia      | 31       | Hromádka 9½, Schulz 9, Vaněk 6½, Skalička 6          |
| 2  | Magyarország       | 30       | Vajda 8, Sterk 7½, Steiner E. 7½, Havasi 7           |
| 3  | Svájc              | 29       | Voellmy 8½, Zimmermann 7½, Johner H. 6½, Naegeli 6½  |
| 4  | Lettország         | 27,5     | Apšenieks 10, Matisons 9½, Behting 8                 |
|    | Argentína          | 27,5     | Grau 8, Reca 7½, Palau 7, Fernández Coria 5          |
| 6  | Olaszország        | 26,5     | Cenni 7½, Rosselli del Turco 7, Romih 6½, Miliani 5½ |
| 7  | Franciaország      | 25,5     | Renaud 8, Lazard F. 6½, Duchamp 6, Gibaud 5          |
|    | Lengyelország      | 25,5     | Daniuszewski 7½, Piltz 6, Kohn 6, Kleczyński 6       |
| 9  | Belgium            | 24       | Colle 8½, Koltanowski 8, Lancel 5, Jonet 2½          |
| 10 | Spanyolország      | 19       | Golmayo Torriente 7, Marin y Llovet 6, Rey Ardid 6   |
| 11 | Hollandia          | 18,5     | Euwe 8, Oskam 6, Rueb 4½                             |
| 12 | Románia            | 18       | Davidescu 7, Gudju 6, Loewenton 5                    |
| 13 | Finnország         | 15       | Tschepurnoff 9, Malmberg 6                           |
| 14 | Egyesült Királyság | 12,5     | Handasyde 6, Wreford 3½, Edith Holloway 3            |
| 15 | Írország           | 5,5      | O'Hanlon 5½                                          |
| 16 | Kanada             | 5        | Smith 5                                              |
| 17 | Oroszország[4]     | 4,5      | Potemkin 3, Kahn 1½                                  |
| 18 | Jugoszlávia        | 2,5      | Rozić 2½                                             |